# Silvan Zurbriggen

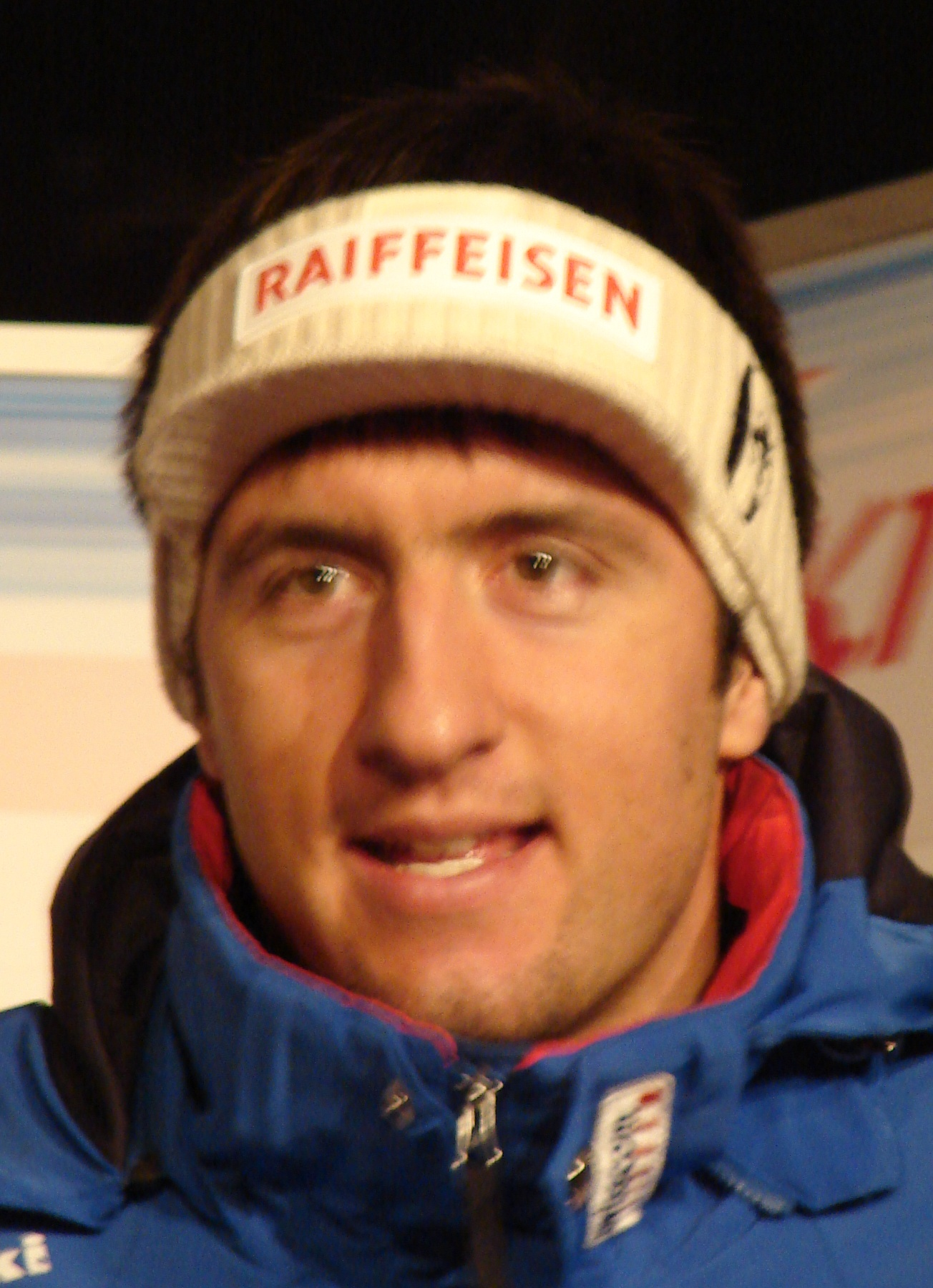
Silvan Zurbriggen

Silvan Zurbriggen, född 1981, är en skidåkare som tävlar i alla discipliner i alpina världscupen för Schweiz. Han är en avlägsen släkting till de forna storåkarna syskonen Pirmin Zurbriggen och Heidi Zurbriggen.